# 塔斯南河
46°46′36″N 10°13′35″E / 46.77657°N 10.22631°E

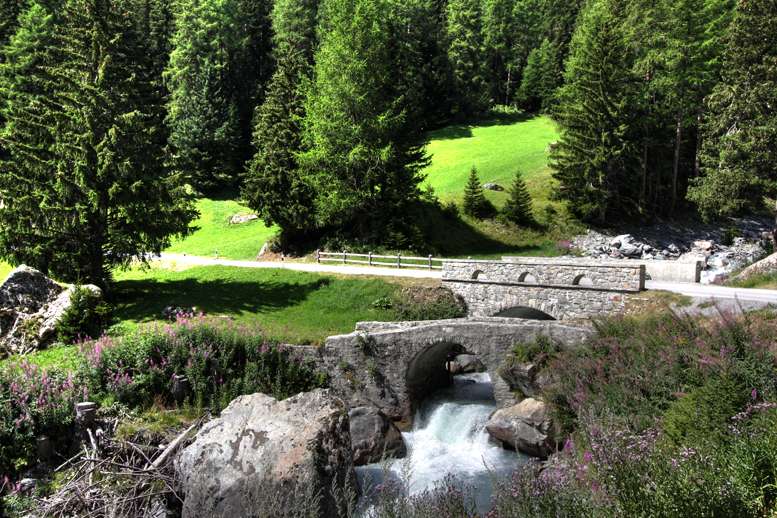

塔斯南河是瑞士的河流，位於該國東南部，流經格勞賓登州，屬於因河的左支流，河道全長13公里，流域面積49.4平方公里，河口處在阿爾德茨和弗坦之間。